# Cliffortia filicaulis
Cliffortia filicaulis är en rosväxtart som beskrevs av Diederich Franz Leonhard von Schlechtendal. Cliffortia filicaulis ingår i släktet Cliffortia och familjen rosväxter. Utöver nominatformen finns också underarten C. f. octandra.